# Little Tony
Little Tony  (Tívoli, 7 de febrero de 1941 - Roma, 27 de mayo de 2013), cuyo nombre real era Antonio Ciacci, fue un cantante y actor sanmarinense, pionero del rock and roll en idioma italiano.
Logró éxito en Gran Bretaña a finales de 1950 y comienzos de 1960, como el vocalista de la agrupación Little Tony & His Brothers, antes de regresar a Italia. Después de sufrir un accidente de tráfico, en 1978, continuó su carrera artística como presentador de televisión y actor de cine.

## Carrera
Little Tony nació en Tivoli, Italia, pero tenía ciudadanía de San Marino, donde nacieron sus padres, y nunca solicitó la ciudadanía italiana. Formó un grupo de rock and roll con sus dos hermanos, Alberto y Enrique, en 1957, nombrándose a sí mismo Little Tony en la emulación de Little Richard. El año siguiente, el grupo fue contratado por Durium Records, que lanzó con ellos en Italia una serie de versiones de canciones de rock and roll.
En 1959, el cantante italiano Marino Marini en una visita a Londres, recomendó el grupo al productor de espectáculos de televisión Jack Good. Good visitó Italia para conocer al grupo y quedó impresionado, y los contrató para su programa de televisión británico Boy Meets Girls.  Hicieron su primera aparición en el programa en septiembre de 1959, y lanzaron su primer sencillo en el Reino Unido: "I Can't Help It", el sencillo número 11 de su carrera en Italia, más tarde grabado por el sello Decca.
Para su tercer sencillo, Good grabó al grupo en Inglaterra y el resultado fue la canción "Too Good", escrita por Doc Pomus y Mort Shuman, que alcanzó el # 19 en la lista de sencillos del Reino Unido en enero de 1960, su único éxito en las listas del Reino Unido. El grupo continuó apareciendo regularmente en programas de televisión en el Reino Unido hasta 1962.
El grupo volvió a visitar Italia en 1961 para presentarse en el Festival de San Remo, en el que interpretó la canción "24.000 baci" en pareja con Adriano Celentano y quedaron en segundo lugar, lo que aseguró su regreso al año siguiente.
Poco después, Tony trabajó como cantante en solitario, con su primer n.º 1 en Italia con "Il ragazzo col ciuffo" en 1962. Comenzó a trabajar como actor de cine, apareciendo en más de 20 películas en Italia. También continuó grabando regularmente en la década de 1960, uno de sus mayores éxitos es "Cuore matto", n.º 1 durante nueve semanas consecutivas en 1967; se vendieron más de un millón de copias y fue galardonado con un disco de oro en mayo de 1967. Otra canción de gran éxito fue "Riderà", que vendió más de un millón de copias en 1966. Formó su propio sello discográfico, Little Records, en 1969. En 1975 grabó el álbum de Tony canta Elvis, que rinde homenaje a su maestro, Elvis Presley.
Continuó grabando y actuando con éxito en Italia, a pesar de sufrir un ataque al corazón en 2006.
Little Tony murió de cáncer de pulmón el 27 de mayo de 2013, a la edad de 72.